# Antechinus arktos
Antechinus arktos — вид сумчастих, родини кволових.

## Поширення
Поширений тільки на високих висотах на крайньому північному сході штату Новий Південний Уельс і прилеглому південно-східному Квінсленді.

## Морфологія
Забарвлений різноманітно, з різкою зміною від сірувато-коричневої голови до оранжево-коричневого крупа, темнуватого чорного кольору верхньої поверхні задньої частини стопи і густим коротким хутром рівномірно чорного хвоста. Крім того, вид має оранжево-коричневе хутро на верхніх і нижніх повіках, щоках та в передній частині вуха і є дуже довгі захисні волоски по всьому тілу.

## Загрози та охорона
Живе при прохолодному кліматі, виду потенційно загрожує глобальне потепління.